# Dance on little girl
Dance on little girl is een single van Paul Anka uit mei 1961.
Paul Anka schreef het lied over liefdesverdriet ("Why should he hold you tight while they’re playing our song") zelf, net als de B-kant I talk to you. Anka zong beide nummers in met koor en orkest.

## Hitnotering
Anka stond tien weken in de Billboard Hot 100 en bereikte daarin de tiende plaats. De UK Singles Chart werd niet bereikt. De Nederlandse Top 40, Nederlandse Single Top 100, de Belgische BRT Top 30 en de Vlaamse Ultratop 50 bestonden nog niet. De verre voorlopers van de Single Top 100 en Ultratop 50 geven wel een indicatie met 12 weken notering met hoogste plaats 4, respectievelijk 20 weken notering met hoogste plaats 2.

### NPO Radio 2 Top 2000
Dance on little girl stond alleen in 1999 in de NPO Radio 2 Top 2000, op plek 1682.

## Covers
Het succes nodigde bijna geen andere artiesten uit om het lied ook op te nemen. Slechts bekend zijn Albert West, die het rond 1985 vastlegde en de Nederlandse hitparades schampte. Doran zong het in onder de titel Kijk niet om als je danst in een vertaling van Jan de Vuyst (1998).